# Desmodium schusteri
Desmodium schusteri là một loài thực vật có hoa trong họ Đậu. Loài này được (Schindl.) Standl. miêu tả khoa học đầu tiên.